# Vicia villosa
Vicia villosa là một loài thực vật thuộc Chi Đậu răng ngựa bản địa châu Âu và Tây Á. Nó là cây rau được trồng.
Các phân loài:
- Vicia villosa ssp. ambigua (Guss.) Kerguelen (= ssp. elegantissima, ssp. pseudocracca)
- Vicia villosa ssp. eriocarpa (Hausskn.) P.W.Ball
- Vicia villosa ssp. microphylla (d'Urv.) P.W.Ball
- Vicia villosa ssp. varia (Host) Corb. (= ssp. dasycarpa)
- Vicia villosa ssp. villosa

## Hình ảnh

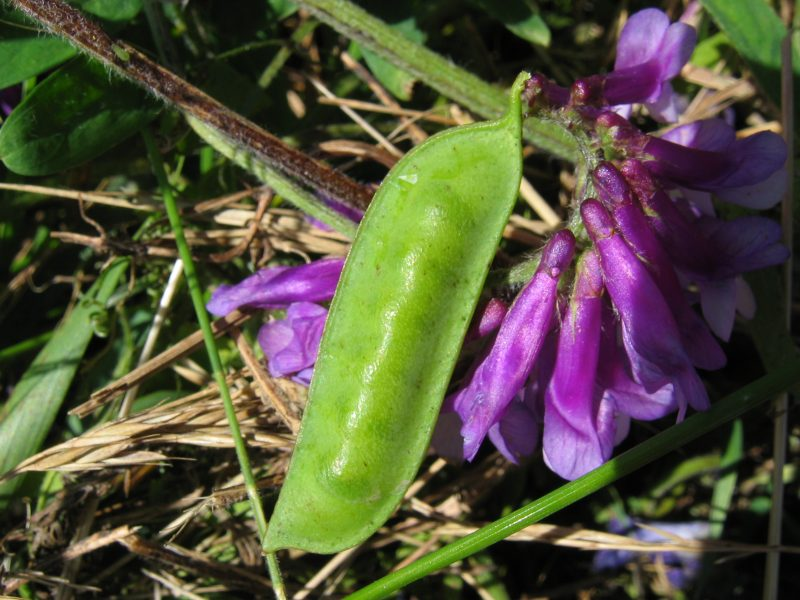
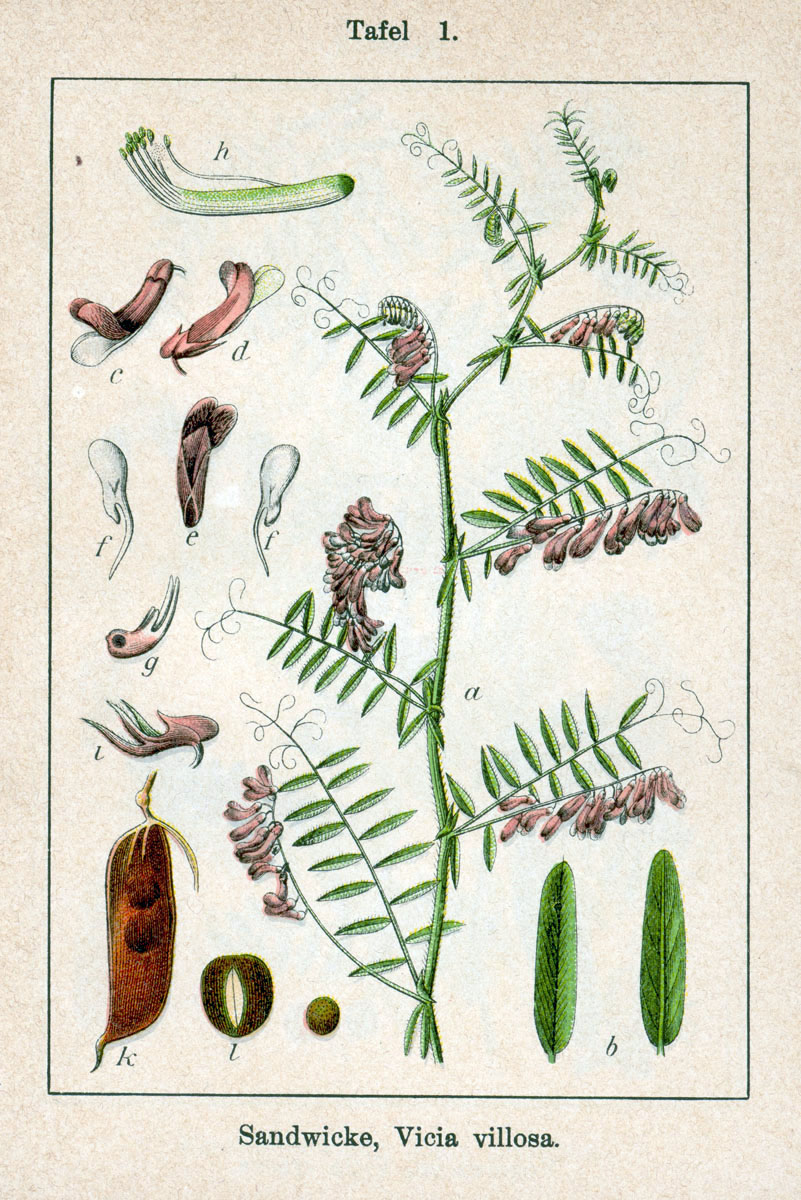
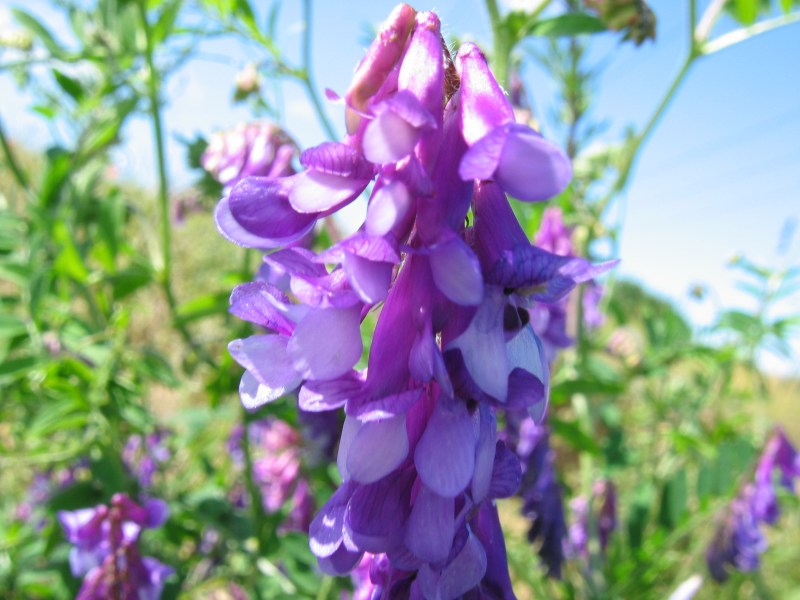
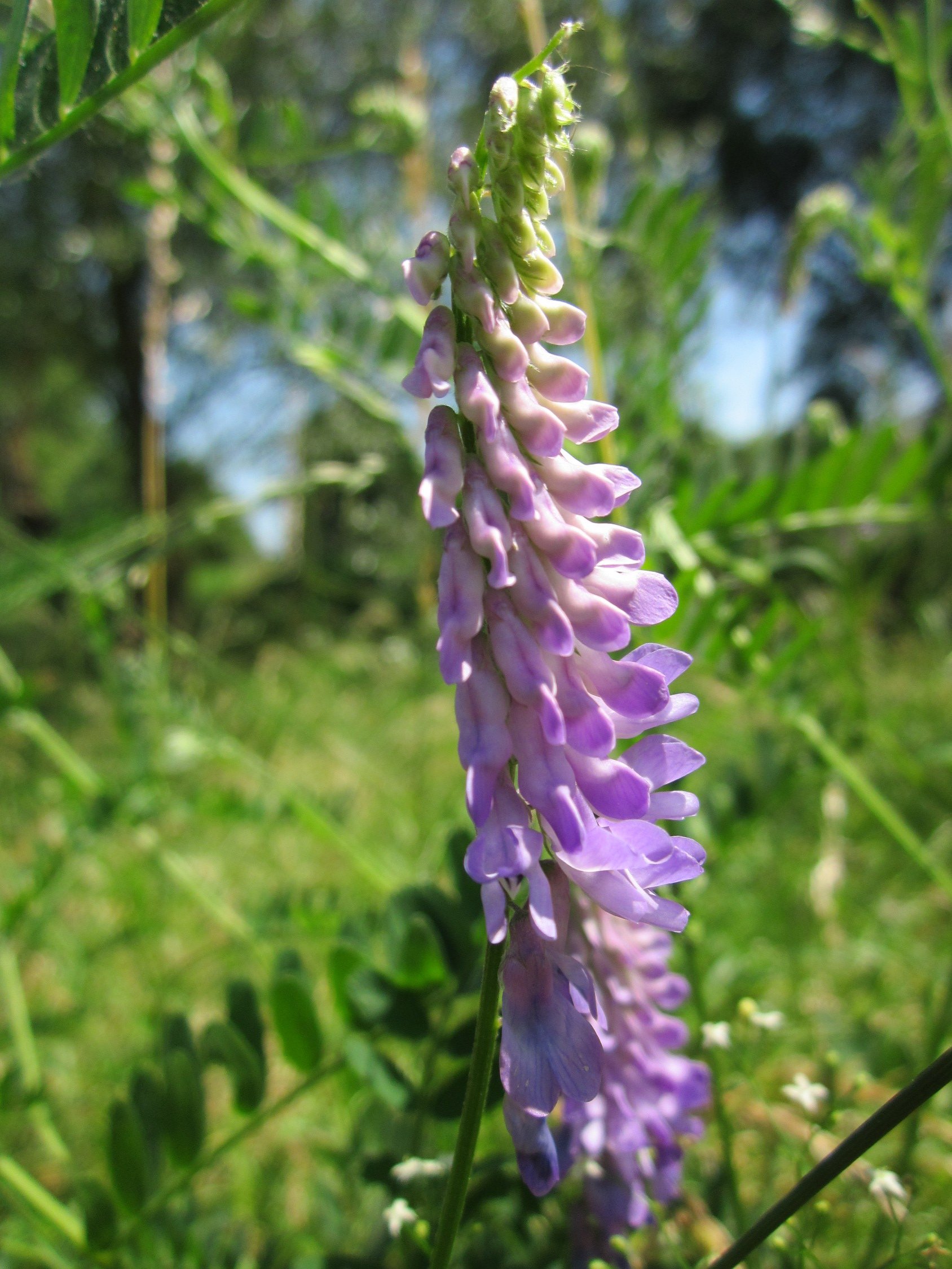

## Liên kết ngoài

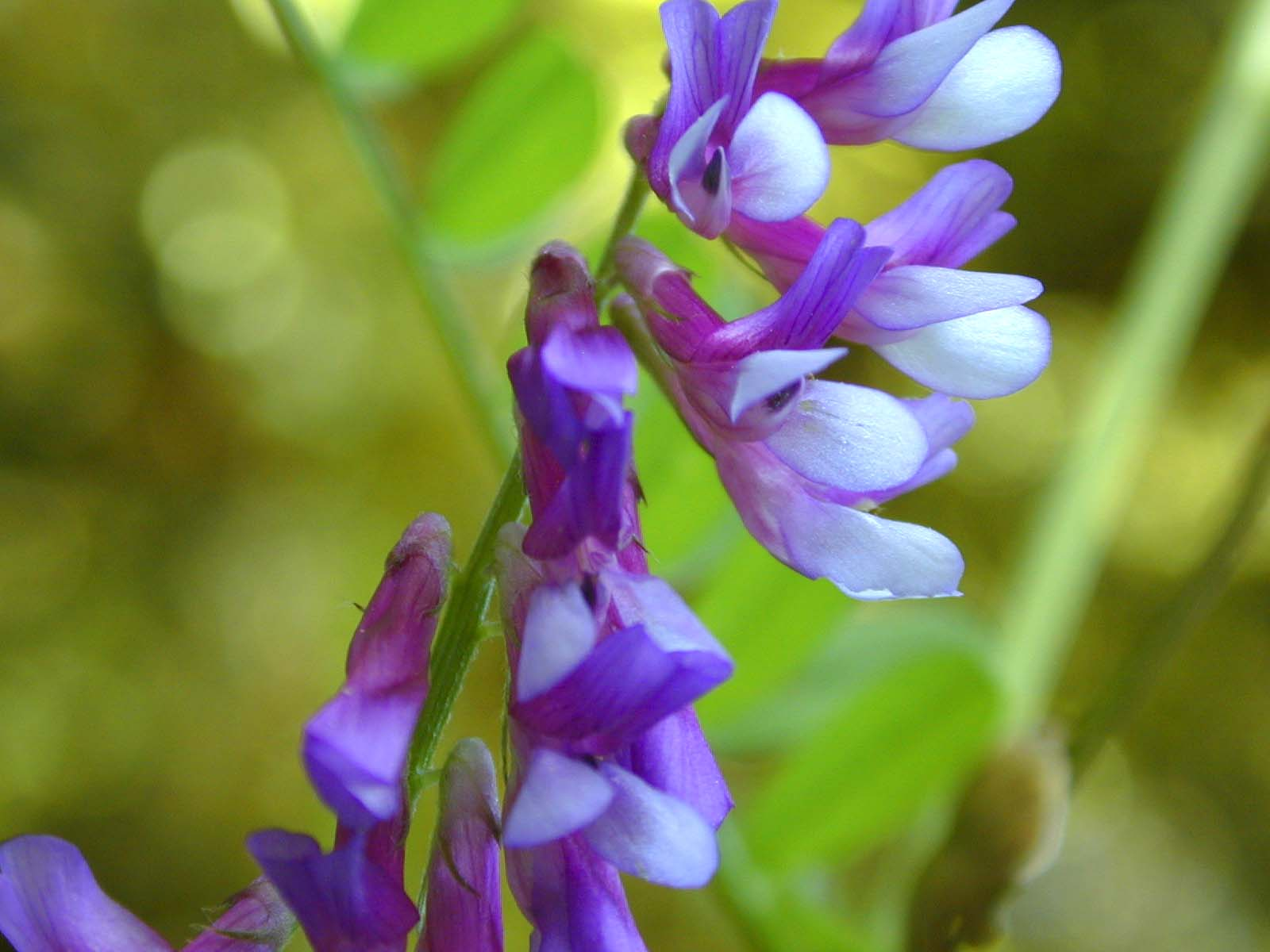
Hairy Vetch (Vicia villosa), Monte Bello Open Space Preserve, California.